# Юніорський чемпіонат світу з хокею із шайбою 2018 (дивізіон I)
Юніорський чемпіонат світу з хокею із шайбою 2018 (дивізіон I) — це два міжнародні турніри чемпіонату світу з хокею із шайбою серед юніорів, організовані Міжнародною федерацією хокею. Турнір Дивізіон I A було проведено в Ризі (2—8 квітня), Дивізіон I B відбувся в Києві (14—20 квітня).

## Дивізіон I A
Турнір з Дивізіону I A відбувся в Ризі (Латвія) протягом 2—8 квітня 2018 року.

### Учасники
| Збірна    | Кваліфікація                                                   |
| --------- | -------------------------------------------------------------- |
| Латвія    | Посіла 10-те місце у ТОП-дивізіоні, але вилетіла звідти в 2017 |
| Казахстан | Посіла 2-ге місце у Дивізіоні I A (2017)                       |
| Данія     | Посіла 3-тє місце у Дивізіоні I A (2017)                       |
| Норвегія  | Посіла 4-те місце у Дивізіоні I A (2017)                       |
| Німеччина | Посіла 5-те місце у Дивізіоні I A (2017)                       |
| Словенія  | Посіла 1-ше місце у Дивізіоні I B і піднялася звідти (2017)    |

### Судді матчів
4 арбітри та 7 помічників арбітрів було відібрано для турніру.
| Арбітри - Патрік Б’ялкандер - Ааро Бряннаре - Ендрю Брюґґеман - Андрій Шрубок | Помічники арбітрів - Улдіс Бушс - Даніель Дуарте - Маріс Локанс - Генрі Нева - Давид Нотеггер - Міхал Оролін - Ямаґуті Сотаро |

### Турнірна таблиця
| Поз | Команда    | М | В | ВО | ПО | П | ГЗ | ГП | Різ | О  | Кваліфікація або пониження  |
| --- | ---------- | - | - | -- | -- | - | -- | -- | --- | -- | --------------------------- |
| 1   | Латвія (H) | 5 | 5 | 0  | 0  | 0 | 14 | 4  | +10 | 15 | Підвищення до ТОП-Дивізіону |
| 2   | Німеччина  | 5 | 4 | 0  | 0  | 1 | 22 | 11 | +11 | 12 |                             |
| 3   | Данія      | 5 | 2 | 0  | 0  | 3 | 14 | 19 | −5  | 6  |                             |
| 4   | Казахстан  | 5 | 2 | 0  | 0  | 3 | 15 | 10 | +5  | 6  |                             |
| 5   | Норвегія   | 5 | 1 | 0  | 0  | 4 | 14 | 18 | −4  | 3  |                             |
| 6   | Словенія   | 5 | 1 | 0  | 0  | 4 | 7  | 24 | −17 | 3  | Пониження до Дивізіону I B  |

1. 1 2  Казахстан 2–4 Данія
2. 1 2  Словенія 0–5 Норвегія

### Результати
Вказано місцевий час (UTC+3).
| 2 квітня 2018 12:15 | Німеччина | 7–2 (2–0, 4–2, 1–0) | Данія | Арена Рига, Рига 348 глядачів |

| звіт | звіт                                | звіт                                         | звіт                           | звіт                                                      |
| --- | ----------------------------------- | -------------------------------------------- | ------------------------------ | --------------------------------------------------------- |
| |                                     |                                              |                                |                                                           |
| | Флоріан Мніх Тобіас Анціка          | Воротарі                                     | Мас Сьоґор Крістіан Крістенсен | суддя: Ааро Бряннаре Лінійні Судді: Улдіс Бушс Генрі Нева |
| | голи:                               |                                              |                                | суддя: Ааро Бряннаре Лінійні Судді: Улдіс Бушс Генрі Нева |
| Бруне (Фляйшер, Зайдер) — 11:53 Валенті (Вірт, Єнч)a — 19:42 Шінко — 23:31 Фляйшер (Штюцлє)a — 33:38 Вірт (Альберґ, Бетцольд) — 34:09 Бетцольд (Гон, Мік) — 38:09 Шінко (Фляйшер, Зайдер)a — 44:52 | 1–0 2–0 3–0 3–1 4–1 5–1 6–1 6–2 7–2 | 32:06 — Масєн (К’єр) 39:02 — Шульц (Кубарс)a |                                | суддя: Ааро Бряннаре Лінійні Судді: Улдіс Бушс Генрі Нева |
| |                                     |                                              |                                | суддя: Ааро Бряннаре Лінійні Судді: Улдіс Бушс Генрі Нева |
| |                                     |                                              |                                | суддя: Ааро Бряннаре Лінійні Судді: Улдіс Бушс Генрі Нева |
| |                                     |                                              |                                | суддя: Ааро Бряннаре Лінійні Судді: Улдіс Бушс Генрі Нева |
| 8 хв | Штраф                               | 8 хв                                         |                                | суддя: Ааро Бряннаре Лінійні Судді: Улдіс Бушс Генрі Нева |
| |                                     |                                              |                                |                                                           |
| | 26                                  | кидки                                        | 14                             |                                                           |

| 2 квітня 2018 16:15 | Норвегія | 2–5 (1–3, 1–2, 0–0) | Казахстан | Арена Рига, Рига 349 глядачів |

| звіт                                                     | звіт                        | звіт | звіт            | звіт                                                              |
| -------------------------------------------------------- | --------------------------- | --- | --------------- | ----------------------------------------------------------------- |
|                                                          |                             | |                 |                                                                   |
|                                                          | Тобіас Брейволд             | Воротарі | Вілен Прокоф’єв | суддя: Ендрю Брюґґеман Лінійні Судді: Маріс Локанс Ямаґуті Сотаро |
|                                                          | голи:                       | |                 | суддя: Ендрю Брюґґеман Лінійні Судді: Маріс Локанс Ямаґуті Сотаро |
| Рьоднє (Гафсмоє) — 10:28 Рьоднє (Спаберґ Ольсен) — 33:02 | 0–1 1–1 1–2 1–3 2–3 2–4 2–5 | 07:16 — Буяльський (Дємін, Пряхін) 17:50 — Буяльський (Нестеров) 18:19 — О. Бойко (Гусейнов) 35:28 — Асуханов (Атаханов) 36:06 — Пряхін (Дємін, Буяльський) |                 | суддя: Ендрю Брюґґеман Лінійні Судді: Маріс Локанс Ямаґуті Сотаро |
|                                                          |                             | |                 | суддя: Ендрю Брюґґеман Лінійні Судді: Маріс Локанс Ямаґуті Сотаро |
|                                                          |                             | |                 | суддя: Ендрю Брюґґеман Лінійні Судді: Маріс Локанс Ямаґуті Сотаро |
|                                                          |                             | |                 | суддя: Ендрю Брюґґеман Лінійні Судді: Маріс Локанс Ямаґуті Сотаро |
| 2 хв                                                     | Штраф                       | 6 хв |                 | суддя: Ендрю Брюґґеман Лінійні Судді: Маріс Локанс Ямаґуті Сотаро |
|                                                          |                             | |                 |                                                                   |
|                                                          | 22                          | кидки | 25              |                                                                   |

| 2 квітня 2018 20:15 | Словенія | 1–2 (0–2, 1–0, 0–0) | Латвія | Арена Рига, Рига 1,126 глядачів |

| звіт                    | звіт        | звіт                                                                   | звіт          | звіт                                                                  |
| ----------------------- | ----------- | ---------------------------------------------------------------------- | ------------- | --------------------------------------------------------------------- |
|                         |             |                                                                        |               |                                                                       |
|                         | Вал Уснік   | Воротарі                                                               | Артурс Шіловс | суддя: Патрік Б’ялкандер Лінійні Судді: Даніель Дуарте Давид Нотеггер |
|                         | голи:       |                                                                        |               | суддя: Патрік Б’ялкандер Лінійні Судді: Даніель Дуарте Давид Нотеггер |
| Тавчар (Предан) — 33:00 | 0–1 0–2 1–2 | 05:05 — Бергс (Арніцанс, Коппасс) 17:25 — Ґрінбергс (Польцс, Ошенієкс) |               | суддя: Патрік Б’ялкандер Лінійні Судді: Даніель Дуарте Давид Нотеггер |
|                         |             |                                                                        |               | суддя: Патрік Б’ялкандер Лінійні Судді: Даніель Дуарте Давид Нотеггер |
|                         |             |                                                                        |               | суддя: Патрік Б’ялкандер Лінійні Судді: Даніель Дуарте Давид Нотеггер |
|                         |             |                                                                        |               | суддя: Патрік Б’ялкандер Лінійні Судді: Даніель Дуарте Давид Нотеггер |
| 12 хв                   | Штраф       | 14 хв                                                                  |               | суддя: Патрік Б’ялкандер Лінійні Судді: Даніель Дуарте Давид Нотеггер |
|                         |             |                                                                        |               |                                                                       |
|                         | 18          | кидки                                                                  | 32            |                                                                       |

| 3 квітня 2018 12:15 | Казахстан | 0–1 (0–1, 0–0, 0–0) | Німеччина | Арена Рига, Рига 147 глядачів |

| звіт | звіт            | звіт                         | звіт         | звіт                                                              |
| ---- | --------------- | ---------------------------- | ------------ | ----------------------------------------------------------------- |
|      |                 |                              |              |                                                                   |
|      | Вілен Прокоф’єв | Воротарі                     | Флоріан Мніх | суддя: Ендрю Брюґґеман Лінійні Судді: Давид Нотеггер Міхал Оролін |
|      | голи:           |                              |              | суддя: Ендрю Брюґґеман Лінійні Судді: Давид Нотеггер Міхал Оролін |
|      | 0–1             | 16:34 — Валенті (Шіц, Шінко) |              | суддя: Ендрю Брюґґеман Лінійні Судді: Давид Нотеггер Міхал Оролін |
|      |                 |                              |              | суддя: Ендрю Брюґґеман Лінійні Судді: Давид Нотеггер Міхал Оролін |
|      |                 |                              |              | суддя: Ендрю Брюґґеман Лінійні Судді: Давид Нотеггер Міхал Оролін |
|      |                 |                              |              | суддя: Ендрю Брюґґеман Лінійні Судді: Давид Нотеггер Міхал Оролін |
| 4 хв | Штраф           | 10 хв                        |              | суддя: Ендрю Брюґґеман Лінійні Судді: Давид Нотеггер Міхал Оролін |
|      |                 |                              |              |                                                                   |
|      | 15              | кидки                        | 33           |                                                                   |

| 3 квітня 2018 16:15 | Данія | 2–3 (1–0, 0–1, 1–2) | Словенія | Арена Рига, Рига 210 глядачів |

| звіт                                                      | звіт                | звіт                                                                             | звіт      | звіт                                                        |
| --------------------------------------------------------- | ------------------- | -------------------------------------------------------------------------------- | --------- | ----------------------------------------------------------- |
|                                                           |                     |                                                                                  |           |                                                             |
|                                                           | Мас Сьоґор          | Воротарі                                                                         | Вал Уснік | суддя: Андрій Шрубок Лінійні Судді: Улдіс Бушс Маріс Локанс |
|                                                           | голи:               |                                                                                  |           | суддя: Андрій Шрубок Лінійні Судді: Улдіс Бушс Маріс Локанс |
| К’єр (Брьондберґ, Шульц) a — 14:47 Кох (Андерсен) — 50:42 | 1–0 1–1 1–2 2–2 2–3 | 31:35 — Шировнік (Єнко, Богінц) a 41:41 — Богінц (Тавчар, Єнко) a 58:34 — Богінц |           | суддя: Андрій Шрубок Лінійні Судді: Улдіс Бушс Маріс Локанс |
|                                                           |                     |                                                                                  |           | суддя: Андрій Шрубок Лінійні Судді: Улдіс Бушс Маріс Локанс |
|                                                           |                     |                                                                                  |           | суддя: Андрій Шрубок Лінійні Судді: Улдіс Бушс Маріс Локанс |
|                                                           |                     |                                                                                  |           | суддя: Андрій Шрубок Лінійні Судді: Улдіс Бушс Маріс Локанс |
| 10 хв                                                     | Штраф               | 8 хв                                                                             |           | суддя: Андрій Шрубок Лінійні Судді: Улдіс Бушс Маріс Локанс |
|                                                           |                     |                                                                                  |           |                                                             |
|                                                           | 36                  | кидки                                                                            | 16        |                                                             |

| 3 квітня 2018 20:15 | Латвія | 3–0 (0–0, 1–0, 2–0) | Норвегія | Арена Рига, Рига 983 глядачів |

| звіт                                                                                              | звіт        | звіт     | звіт           | звіт                                                          |
| ------------------------------------------------------------------------------------------------- | ----------- | -------- | -------------- | ------------------------------------------------------------- |
|                                                                                                   |             |          |                |                                                               |
|                                                                                                   | Яніс Воріс  | Воротарі | Тобіас Норманн | суддя: Ааро Бряннаре Лінійні Судді: Генрі Нева Ямаґуті Сотаро |
|                                                                                                   | голи:       |          |                | суддя: Ааро Бряннаре Лінійні Судді: Генрі Нева Ямаґуті Сотаро |
| Фьодоровс (Мінтаутішкіс) — 24:36 Ґрінбергс (Польцс, Озолс) a — 53:10 Міллерс (Ошенієкс) b — 59:39 | 1–0 2–0 3–0 |          |                | суддя: Ааро Бряннаре Лінійні Судді: Генрі Нева Ямаґуті Сотаро |
|                                                                                                   |             |          |                | суддя: Ааро Бряннаре Лінійні Судді: Генрі Нева Ямаґуті Сотаро |
|                                                                                                   |             |          |                | суддя: Ааро Бряннаре Лінійні Судді: Генрі Нева Ямаґуті Сотаро |
|                                                                                                   |             |          |                | суддя: Ааро Бряннаре Лінійні Судді: Генрі Нева Ямаґуті Сотаро |
| 14 хв                                                                                             | Штраф       | 12 хв    |                | суддя: Ааро Бряннаре Лінійні Судді: Генрі Нева Ямаґуті Сотаро |
|                                                                                                   |             |          |                |                                                               |
|                                                                                                   | 31          | кидки    | 15             |                                                               |

| 5 квітня 2018 12:15 | Словенія | 0–5 (0–0, 0–4, 0–1) | Норвегія | Арена Рига, Рига 210 глядачів |

| звіт | звіт                 | звіт | звіт           | звіт                                                          |
| ---- | -------------------- | --- | -------------- | ------------------------------------------------------------- |
|      |                      | |                |                                                               |
|      | Вал Уснік Нейц Жаґар | Воротарі | Тобіас Норманн | суддя: Ааро Бряннаре Лінійні Судді: Даніель Дуарте Генрі Нева |
|      | голи:                | |                | суддя: Ааро Бряннаре Лінійні Судді: Даніель Дуарте Генрі Нева |
|      | 0–1 0–2 0–3 0–4 0–5  | 20:39 — Ван Доорн (Ліллеберґ, Гафсмоє) 21:01 — Галлґрен (Фінстад) 31:45 — Ларс Крістіан Рьоднє (Ван Доорн) 35:37 — Гафсмоє 49:07 — Фрьоберґ |                | суддя: Ааро Бряннаре Лінійні Судді: Даніель Дуарте Генрі Нева |
|      |                      | |                | суддя: Ааро Бряннаре Лінійні Судді: Даніель Дуарте Генрі Нева |
|      |                      | |                | суддя: Ааро Бряннаре Лінійні Судді: Даніель Дуарте Генрі Нева |
|      |                      | |                | суддя: Ааро Бряннаре Лінійні Судді: Даніель Дуарте Генрі Нева |
| 6 хв | Штраф                | 6 хв |                | суддя: Ааро Бряннаре Лінійні Судді: Даніель Дуарте Генрі Нева |
|      |                      | |                |                                                               |
|      | 13                   | кидки | 38             |                                                               |

| 5 квітня 2018 16:15 | Казахстан | 2–4 (2–1, 0–1, 0–2) | Данія | Арена Рига, Рига 214 глядачів |

| звіт                                                                | звіт                    | звіт | звіт                | звіт                                                            |
| ------------------------------------------------------------------- | ----------------------- | --- | ------------------- | --------------------------------------------------------------- |
|                                                                     |                         | |                     |                                                                 |
|                                                                     | Вілен Прокоф’єв         | Воротарі | Крістіан Крістенсен | суддя: Патрік Б’ялкандер Лінійні Судді: Улдіс Бушс Маріс Локанс |
|                                                                     | голи:                   | |                     | суддя: Патрік Б’ялкандер Лінійні Судді: Улдіс Бушс Маріс Локанс |
| Мусоров (Бутенко, О. Бойко) a — 09:17 О. Бойко (Гусейнов) a — 16:50 | 1–0 1–1 2–1 2–2 2–3 2–4 | 14:13 — Шульц (Труе, К’єр) a 26:36 — Кубарс (Кєлс) 41:25 — Андерсен (Брьондберґ, Шульц) a 56:49 — Кох (Нієльсен) |                     | суддя: Патрік Б’ялкандер Лінійні Судді: Улдіс Бушс Маріс Локанс |
|                                                                     |                         | |                     | суддя: Патрік Б’ялкандер Лінійні Судді: Улдіс Бушс Маріс Локанс |
|                                                                     |                         | |                     | суддя: Патрік Б’ялкандер Лінійні Судді: Улдіс Бушс Маріс Локанс |
|                                                                     |                         | |                     | суддя: Патрік Б’ялкандер Лінійні Судді: Улдіс Бушс Маріс Локанс |
| 18 хв                                                               | Штраф                   | 20 хв |                     | суддя: Патрік Б’ялкандер Лінійні Судді: Улдіс Бушс Маріс Локанс |
|                                                                     |                         | |                     |                                                                 |
|                                                                     | 22                      | кидки | 23                  |                                                                 |

| 5 квітня 2018 20:15 | Латвія | 3–1 (1–1, 1–0, 1–0) | Німеччина | Арена Рига, Рига 1,894 глядачів |

| звіт | звіт            | звіт                    | звіт         | звіт                                                              |
| --- | --------------- | ----------------------- | ------------ | ----------------------------------------------------------------- |
| |                 |                         |              |                                                                   |
| | Яніс Воріс      | Воротарі                | Флоріан Мніх | суддя: Андрій Шрубок Лінійні Судді: Давид Нотеггер Ямаґуті Сотаро |
| | голи:           |                         |              | суддя: Андрій Шрубок Лінійні Судді: Давид Нотеггер Ямаґуті Сотаро |
| Марцинкєвічс (Прохорєнковс, Коппасс) — 16:24 Барковскіс (Марцинкєвічс) — 31:58 Фьодоровс (Ошенієкс) — 48:32 | 0–1 1–1 2–1 3–1 | 11:51 — Валенті (Єнч) a |              | суддя: Андрій Шрубок Лінійні Судді: Давид Нотеггер Ямаґуті Сотаро |
| |                 |                         |              | суддя: Андрій Шрубок Лінійні Судді: Давид Нотеггер Ямаґуті Сотаро |
| |                 |                         |              | суддя: Андрій Шрубок Лінійні Судді: Давид Нотеггер Ямаґуті Сотаро |
| |                 |                         |              | суддя: Андрій Шрубок Лінійні Судді: Давид Нотеггер Ямаґуті Сотаро |
| 10 хв | Штраф           | 12 хв                   |              | суддя: Андрій Шрубок Лінійні Судді: Давид Нотеггер Ямаґуті Сотаро |
| |                 |                         |              |                                                                   |
| | 15              | кидки                   | 27           |                                                                   |

| 6 квітня 2018 12:15 | Казахстан | 7–1 (3–0, 1–0, 3–1) | Словенія | Арена Рига, Рига 86 глядачів |

| звіт | звіт                            | звіт                     | звіт                 | звіт                                                      |
| --- | ------------------------------- | ------------------------ | -------------------- | --------------------------------------------------------- |
| |                                 |                          |                      |                                                           |
| | Владислав Нурек                 | Воротарі                 | Вал Уснік Нейц Жаґар | суддя: Андрій Шрубок Лінійні Судді: Улдіс Бушс Генрі Нева |
| | голи:                           |                          |                      | суддя: Андрій Шрубок Лінійні Судді: Улдіс Бушс Генрі Нева |
| Мусоров (Гусейнов) — 00:54 Нестеров (Мусабаєв, Дємін) a — 15:11 Сайко — 16:35 Сайко — 28:35 Буяльський (Мусабаєв, Сайко) — 44:34 О. Бойко (Гусейнов, Мусоров) — 47:24 Мусоров (Гусейнов) — 54:28 | 1–0 2–0 3–0 4–0 5–0 6–0 6–1 7–1 | 48:35 — Простор (Предан) |                      | суддя: Андрій Шрубок Лінійні Судді: Улдіс Бушс Генрі Нева |
| |                                 |                          |                      | суддя: Андрій Шрубок Лінійні Судді: Улдіс Бушс Генрі Нева |
| |                                 |                          |                      | суддя: Андрій Шрубок Лінійні Судді: Улдіс Бушс Генрі Нева |
| |                                 |                          |                      | суддя: Андрій Шрубок Лінійні Судді: Улдіс Бушс Генрі Нева |
| 8 хв | Штраф                           | 10 хв                    |                      | суддя: Андрій Шрубок Лінійні Судді: Улдіс Бушс Генрі Нева |
| |                                 |                          |                      |                                                           |
| | 38                              | кидки                    | 20                   |                                                           |

| 6 квітня 2018 16:15 | Норвегія | 4–5 (1–2, 2–2, 1–1) | Німеччина | Арена Рига, Рига 157 глядачів |

| звіт                                                                                                | звіт                                | звіт | звіт                       | звіт                                                                |
| --------------------------------------------------------------------------------------------------- | ----------------------------------- | --- | -------------------------- | ------------------------------------------------------------------- |
| |                                     | |                            |                                                                     |
| | Тобіас Брейволд                     | Воротарі | Флоріан Мніх Тобіас Анціка | суддя: Патрік Б’ялкандер Лінійні Судді: Маріс Локанс Давид Нотеггер |
| | голи:                               | |                            | суддя: Патрік Б’ялкандер Лінійні Судді: Маріс Локанс Давид Нотеггер |
| Спаберґ Ольсен (Фінстад, Мейєр) a — 10:18 Йєнсен — 23:54 Гуррьод a — 31:28 Спаберґ Ольсен a — 52:40 | 1–0 1–1 1–2 2–2 2–3 3–3 3–4 3–5 4–5 | 11:53 — Гон (Мьоллєр, Штюцлє) c 13:37 — Шінко (Зайдер) 29:09 — Шюц (Єнч) 32:07 — Валенті (Шюц, Мьоллєр) 47:18 — Шюц (Гютль) |                            | суддя: Патрік Б’ялкандер Лінійні Судді: Маріс Локанс Давид Нотеггер |
| |                                     | |                            | суддя: Патрік Б’ялкандер Лінійні Судді: Маріс Локанс Давид Нотеггер |
| |                                     | |                            | суддя: Патрік Б’ялкандер Лінійні Судді: Маріс Локанс Давид Нотеггер |
| |                                     | |                            | суддя: Патрік Б’ялкандер Лінійні Судді: Маріс Локанс Давид Нотеггер |
| 10 хв                                                                                               | Штраф                               | 14 хв |                            | суддя: Патрік Б’ялкандер Лінійні Судді: Маріс Локанс Давид Нотеггер |
| |                                     | |                            |                                                                     |
| | 20                                  | кидки | 46                         |                                                                     |

| 6 квітня 2018 20:15 | Данія | 1–4 (1–1, 0–0, 0–3) | Латвія | Арена Рига, Рига 2,200 глядачів |

| звіт                  | звіт                | звіт                                                                                                | звіт       | звіт                                                                |
| --------------------- | ------------------- | --------------------------------------------------------------------------------------------------- | ---------- | ------------------------------------------------------------------- |
|                       |                     | |            |                                                                     |
|                       | Крістіан Крістенсен | Воротарі                                                                                            | Яніс Воріс | суддя: Ендрю Брюґґеман Лінійні Судді: Даніель Дуарте Ямаґуті Сотаро |
|                       | голи:               | |            | суддя: Ендрю Брюґґеман Лінійні Судді: Даніель Дуарте Ямаґуті Сотаро |
| Кубарс (Кєлс) — 01:45 | 1–0 1–1 1–2 1–3 1–4 | 08:33 — Озолс (Арніцанс, Коппасс) 46:06 — Коппасс (Фьодоровс) a 53:07 — Барковскіс 59:35 — Польцс b |            | суддя: Ендрю Брюґґеман Лінійні Судді: Даніель Дуарте Ямаґуті Сотаро |
|                       |                     | |            | суддя: Ендрю Брюґґеман Лінійні Судді: Даніель Дуарте Ямаґуті Сотаро |
|                       |                     | |            | суддя: Ендрю Брюґґеман Лінійні Судді: Даніель Дуарте Ямаґуті Сотаро |
|                       |                     | |            | суддя: Ендрю Брюґґеман Лінійні Судді: Даніель Дуарте Ямаґуті Сотаро |
| 8 хв                  | Штраф               | 6 хв                                                                                                |            | суддя: Ендрю Брюґґеман Лінійні Судді: Даніель Дуарте Ямаґуті Сотаро |
|                       |                     | |            |                                                                     |
|                       | 23                  | кидки                                                                                               | 21         |                                                                     |

| 8 квітня 2018 12:15 | Данія | 5–3 (2–0, 2–2, 1–1) | Норвегія | Арена Рига, Рига 163 глядачів |

| звіт | звіт                            | звіт                                                                                             | звіт                           | звіт                                                            |
| --- | ------------------------------- | ------------------------------------------------------------------------------------------------ | ------------------------------ | --------------------------------------------------------------- |
| |                                 |                                                                                                  |                                |                                                                 |
| | Мас Сьоґор                      | Воротарі                                                                                         | Тобіас Норманн Тобіас Брейволд | суддя: Андрій Шрубок Лінійні Судді: Даніель Дуарте Маріс Локанс |
| | голи:                           |                                                                                                  |                                | суддя: Андрій Шрубок Лінійні Судді: Даніель Дуарте Маріс Локанс |
| Труе (Ґрін) — 14:08 Кєлс (К’єр) — 17:24 Олесен (Кох) — 22:51 Шульц (Труе, Кубарс) a — 39:58 Шульц (Брьондберґ) — 44:52 | 1–0 2–0 3–0 3–1 3–2 4–2 5–2 5–3 | 26:24 — Волер (Міккелсен, Льоккеберґ) 30:40 — Ван Доорн (Волер, Йєнсен) a 47:12 — Голм (Волер) a |                                | суддя: Андрій Шрубок Лінійні Судді: Даніель Дуарте Маріс Локанс |
| |                                 |                                                                                                  |                                | суддя: Андрій Шрубок Лінійні Судді: Даніель Дуарте Маріс Локанс |
| |                                 |                                                                                                  |                                | суддя: Андрій Шрубок Лінійні Судді: Даніель Дуарте Маріс Локанс |
| |                                 |                                                                                                  |                                | суддя: Андрій Шрубок Лінійні Судді: Даніель Дуарте Маріс Локанс |
| 8 хв | Штраф                           | 12 хв                                                                                            |                                | суддя: Андрій Шрубок Лінійні Судді: Даніель Дуарте Маріс Локанс |
| |                                 |                                                                                                  |                                |                                                                 |
| | 36                              | кидки                                                                                            | 22                             |                                                                 |

| 8 квітня 2018 16:15 | Німеччина | 8–2 (5–2, 1–0, 2–0) | Словенія | Арена Рига, Рига 110 глядачів |

| звіт | звіт                                    | звіт                                                        | звіт                 | звіт                                                            |
| --- | --------------------------------------- | ----------------------------------------------------------- | -------------------- | --------------------------------------------------------------- |
| |                                         |                                                             |                      |                                                                 |
| | Тобіас Анціка                           | Воротарі                                                    | Нейц Жаґар Вал Уснік | суддя: Ендрю Брюґґеман Лінійні Судді: Улдіс Бушс Ямаґуті Сотаро |
| | голи:                                   |                                                             |                      | суддя: Ендрю Брюґґеман Лінійні Судді: Улдіс Бушс Ямаґуті Сотаро |
| Гон (Альберґ, Шінко) — 00:52 Альберґ (Шіц) — 01:08 Єнч (Валенті, Штюцлє) — 05:52 Шіц (Альберґ) — 12:09 Валенті (Мік, Мьоллєр) — 13:55 Шіц (Альберґ, Бетцольд) — 22:25 Шіц (Єнч, Вірт) — 47:20 Штюцлє (Вірт) — 56:55 | 1–0 2–0 3–0 3–1 4–1 4–2 5–2 6–2 7–2 8–2 | 11:39 — Вілфан (Конц, Тавчар) 12:51 — Вілфан (Тавчар, Конц) |                      | суддя: Ендрю Брюґґеман Лінійні Судді: Улдіс Бушс Ямаґуті Сотаро |
| |                                         |                                                             |                      | суддя: Ендрю Брюґґеман Лінійні Судді: Улдіс Бушс Ямаґуті Сотаро |
| |                                         |                                                             |                      | суддя: Ендрю Брюґґеман Лінійні Судді: Улдіс Бушс Ямаґуті Сотаро |
| |                                         |                                                             |                      | суддя: Ендрю Брюґґеман Лінійні Судді: Улдіс Бушс Ямаґуті Сотаро |
| 10 хв | Штраф                                   | 4 хв                                                        |                      | суддя: Ендрю Брюґґеман Лінійні Судді: Улдіс Бушс Ямаґуті Сотаро |
| |                                         |                                                             |                      |                                                                 |
| | 51                                      | кидки                                                       | 10                   |                                                                 |

| 8 квітня 2018 20:15 | Латвія | 2–1 (1–1, 0–0, 1–0) | Казахстан | Арена Рига, Рига 860 глядачів |

| звіт                                                  | звіт          | звіт                                   | звіт            | звіт                                                          |
| ----------------------------------------------------- | ------------- | -------------------------------------- | --------------- | ------------------------------------------------------------- |
|                                                       |               |                                        |                 |                                                               |
|                                                       | Артурс Шіловс | Воротарі                               | Владислав Нурек | суддя: Ааро Бряннаре Лінійні Судді: Генрі Нева Давид Нотеггер |
|                                                       | голи:         |                                        |                 | суддя: Ааро Бряннаре Лінійні Судді: Генрі Нева Давид Нотеггер |
| Ошенієкс (Штольцс, Фьодоровс) — 06:58 Міллерс — 55:19 | 0–1 1–1 2–1   | 04:36 — Мусабаєв (Дємін, Буяльський) a |                 | суддя: Ааро Бряннаре Лінійні Судді: Генрі Нева Давид Нотеггер |
|                                                       |               |                                        |                 | суддя: Ааро Бряннаре Лінійні Судді: Генрі Нева Давид Нотеггер |
|                                                       |               |                                        |                 | суддя: Ааро Бряннаре Лінійні Судді: Генрі Нева Давид Нотеггер |
|                                                       |               |                                        |                 | суддя: Ааро Бряннаре Лінійні Судді: Генрі Нева Давид Нотеггер |
| 10 хв                                                 | Штраф         | 63 хв                                  |                 | суддя: Ааро Бряннаре Лінійні Судді: Генрі Нева Давид Нотеггер |
|                                                       |               |                                        |                 |                                                               |
|                                                       | 22            | кидки                                  | 32              |                                                               |

### Статистика

#### Лідери за очками
Джерело: .
У переліку показані ТОП-хокеїсти за очками.
| Гравець              | І | Г | П | Очк. | +/− | ШХ | Поз |
| -------------------- | - | - | - | ---- | --- | -- | --- |
| Таро Єнч             | 5 | 1 | 6 | 7    | +7  | 6  | F   |
| Яннік Валенті        | 5 | 5 | 1 | 6    | +6  | 2  | F   |
| Філіп Шульц          | 5 | 4 | 2 | 6    | 0   | 6  | F   |
| Андрій Буяльський    | 5 | 3 | 2 | 5    | +4  | 2  | F   |
| Луїс Шінко           | 5 | 3 | 2 | 5    | +2  | 8  | F   |
| Едвін Шіц            | 5 | 3 | 2 | 5    | +7  | 0  | F   |
| Віктор Кубарс        | 5 | 2 | 3 | 5    | +1  | 2  | F   |
| Мануель Альберґ      | 5 | 1 | 4 | 5    | +5  | 0  | F   |
| Діас Гусейнов        | 5 | 0 | 5 | 5    | +2  | 6  | F   |
| Олег Бойко           | 5 | 3 | 1 | 4    | +2  | 0  | F   |
| Максим Мусоров       | 5 | 3 | 1 | 4    | +1  | 2  | F   |
| Ларс Крістіан Рьоднє | 5 | 3 | 1 | 4    | −3  | 2  | F   |

І = матчі; Г = голи; П = передачі; О = очки; +/− = плюс/мінус; ШХ = Штрафні хвилини; Поз = позиція

#### Провідні воротарі
До списку внесено п'ять найкращих воротарів.
| Гравець         | ЧНЛ    | КД | ГП | КН   | %ВК   | ША |
| --------------- | ------ | -- | -- | ---- | ----- | -- |
| Яніс Воріс      | 180:00 | 65 | 2  | 0.67 | 96.92 | 1  |
| Артурс Шіловс   | 120:00 | 50 | 2  | 1.00 | 96.00 | 1  |
| Владислав Нурек | 120:00 | 42 | 3  | 1.50 | 92.86 | 0  |
| Тобіас Норманн  | 140:15 | 58 | 5  | 2.14 | 91.38 | 1  |
| Вілен Прокоф’єв | 179:19 | 78 | 7  | 2.34 | 91.03 | 0  |

 ЧНЛ = часу на льоду (хвилини: секунди); ГП = голів пропушено; СП = Середня кількість пропущених шайб; КД = кидки; %ВК = відбитих кидків (у %); ША = шатаути

Джерело: .

### Нагороди
Кращі гравці, вибрані дирекцією
- Воротар:  Яніс Воріс
- Захисник:  Моріц Зайдер
- Нападник:  Яннік Валенті

Джерело: .

## Дивізіон I B
Турнір з Дивізіону I B відбувся в Києві (Україна) протягом 14–20 квітня 2018 року.

### Учасники
| Збірна   | Кваліфікація                                                |
| -------- | ----------------------------------------------------------- |
| Угорщина | Посіла 6-те місце у Дивізіоні I A та вилетіла звідти (2017) |
| Австрія  | Посіла 2-ге місце у Дивізіоні I B (2017)                    |
| Японія   | Посіла 3-тє місце у Дивізіоні I B (2017)                    |
| Італія   | Посіла 4-те місце у Дивізіоні I B (2017)                    |
| Україна  | Посіла 5-те місце у Дивізіоні I B (2017)                    |
| Румунія  | Посіла 1-ше місце у Дивізіоні II A та піднялася звідти      |

### Судді матчів
4 арбітри та 7 помічників арбітрів було відібрано для турніру.
| Арбітри - Роман Мрква - Йоріс Мюллер - Християн Перссон - Ґінтс Зведрітіс | Помічники арбітрів - Лодевейк Беелен - Райлі Боулз - Говар Дагл - Джеймс Кавана - Артем Корепанов - Антон Перетятько - Віктор Жиень |

### Турнірна таблиця
| Поз | Команда     | М | В | ВО | ПО | П | ГЗ | ГП | Різ | О  | Кваліфікація або пониження  |
| --- | ----------- | - | - | -- | -- | - | -- | -- | --- | -- | --------------------------- |
| 1   | Україна (H) | 5 | 4 | 0  | 0  | 1 | 18 | 8  | +10 | 12 | Підвищення до Дивізіону I A |
| 2   | Австрія     | 5 | 4 | 0  | 0  | 1 | 20 | 7  | +13 | 12 |                             |
| 3   | Японія      | 5 | 2 | 2  | 0  | 1 | 12 | 11 | +1  | 10 |                             |
| 4   | Угорщина    | 5 | 2 | 0  | 1  | 2 | 14 | 11 | +3  | 7  |                             |
| 5   | Італія      | 5 | 1 | 0  | 1  | 3 | 11 | 13 | −2  | 4  |                             |
| 6   | Румунія     | 5 | 0 | 0  | 0  | 5 | 5  | 30 | −25 | 0  | Пониження до Дивізіону II A |

### Результати
Вказано місцевий час (UTC+3).
| 14 квітня 2018 13:00 | Україна | 0–1 (0–0, 0–0, 0–1) | Японія | Палац спорту, Київ 3,007 глядачів |

| звіт | звіт             | звіт                          | звіт      | звіт                                                                |
| ---- | ---------------- | ----------------------------- | --------- | ------------------------------------------------------------------- |
|      |                  |                               |           |                                                                     |
|      | Артур Оганджанян | Воротарі                      | Еїкі Сато | суддя: Ґінтс Зведрітіс Лінійні Судді: Лодевейк Беелен Джеймс Кавана |
|      | голи:            |                               |           | суддя: Ґінтс Зведрітіс Лінійні Судді: Лодевейк Беелен Джеймс Кавана |
|      | 0–1              | 42:23 – Абе (Ішида, Такебе) a |           | суддя: Ґінтс Зведрітіс Лінійні Судді: Лодевейк Беелен Джеймс Кавана |
|      |                  |                               |           | суддя: Ґінтс Зведрітіс Лінійні Судді: Лодевейк Беелен Джеймс Кавана |
|      |                  |                               |           | суддя: Ґінтс Зведрітіс Лінійні Судді: Лодевейк Беелен Джеймс Кавана |
|      |                  |                               |           | суддя: Ґінтс Зведрітіс Лінійні Судді: Лодевейк Беелен Джеймс Кавана |
| 6 хв | Штраф            | 14 хв                         |           | суддя: Ґінтс Зведрітіс Лінійні Судді: Лодевейк Беелен Джеймс Кавана |
|      |                  |                               |           |                                                                     |
|      | 32               | кидки                         | 33        |                                                                     |

| 14 квітня 2018 16:30 | Італія | 1–2 (1–2, 0–0, 0–0) | Австрія | Палац спорту, Київ 1,489 глядачів |

| звіт                      | звіт                         | звіт                                                            | звіт            | звіт                                                           |
| ------------------------- | ---------------------------- | --------------------------------------------------------------- | --------------- | -------------------------------------------------------------- |
|                           |                              |                                                                 |                 |                                                                |
|                           | Давіде Фадані Андреа Басрауї | Воротарі                                                        | Олександр Шмідт | суддя: Християн Перссон Лінійні Судді: Говар Дагл Віктор Жиень |
|                           | голи:                        |                                                                 |                 | суддя: Християн Перссон Лінійні Судді: Говар Дагл Віктор Жиень |
| Бітетто (Пісетта) – 16:29 | 0–1 1–1 1–2                  | 05:48 – Ланціґер (Баумґартнер) d 17:15 – Баумґартнер (Ланціґер) |                 | суддя: Християн Перссон Лінійні Судді: Говар Дагл Віктор Жиень |
|                           |                              |                                                                 |                 | суддя: Християн Перссон Лінійні Судді: Говар Дагл Віктор Жиень |
|                           |                              |                                                                 |                 | суддя: Християн Перссон Лінійні Судді: Говар Дагл Віктор Жиень |
|                           |                              |                                                                 |                 | суддя: Християн Перссон Лінійні Судді: Говар Дагл Віктор Жиень |
| 8 хв                      | Штраф                        | 8 хв                                                            |                 | суддя: Християн Перссон Лінійні Судді: Говар Дагл Віктор Жиень |
|                           |                              |                                                                 |                 |                                                                |
|                           | 19                           | кидки                                                           | 37              |                                                                |

| 14 квітня 2018 20:00 | Румунія | 0–5 (0–3, 0–1, 0–1) | Угорщина | Палац спорту, Київ 1,198 глядачів |

| звіт  | звіт                           | звіт                                                                                               | звіт         | звіт                                                           |
| ----- | ------------------------------ | -------------------------------------------------------------------------------------------------- | ------------ | -------------------------------------------------------------- |
|       |                                | |              |                                                                |
|       | Левенте Амбрус Арнольд Деметер | Воротарі                                                                                           | Лайош Ґьонці | суддя: Йоріс Мюллер Лінійні Судді: Райлі Боулз Артем Корепанов |
|       | голи:                          | |              | суддя: Йоріс Мюллер Лінійні Судді: Райлі Боулз Артем Корепанов |
|       | 0–1 0–2 0–3 0–4 0–5            | 03:05 – Сєчші (Ревес) a 03:46 – Керестеш (Папп) 11:34 – Ревес 39:14 – Ревес 52:35 – Дєжі (Пєтер) d |              | суддя: Йоріс Мюллер Лінійні Судді: Райлі Боулз Артем Корепанов |
|       |                                | |              | суддя: Йоріс Мюллер Лінійні Судді: Райлі Боулз Артем Корепанов |
|       |                                | |              | суддя: Йоріс Мюллер Лінійні Судді: Райлі Боулз Артем Корепанов |
|       |                                | |              | суддя: Йоріс Мюллер Лінійні Судді: Райлі Боулз Артем Корепанов |
| 29 хв | Штраф                          | 8 хв                                                                                               |              | суддя: Йоріс Мюллер Лінійні Судді: Райлі Боулз Артем Корепанов |
|       |                                | |              |                                                                |
|       | 14                             | кидки                                                                                              | 45           |                                                                |

| 15 квітня 2018 13:00 | Австрія | 3–5 (1–1, 2–1, 0–3) | Україна | Палац спорту, Київ 3,104 глядачів |

| звіт                                                                                         | звіт                            | звіт | звіт             | звіт                                                           |
| -------------------------------------------------------------------------------------------- | ------------------------------- | --- | ---------------- | -------------------------------------------------------------- |
|                                                                                              |                                 | |                  |                                                                |
|                                                                                              | Олександр Шмідт                 | Воротарі | Артур Оганджанян | суддя: Йоріс Мюллер Лінійні Судді: Лодевейк Беелен Райлі Боулз |
|                                                                                              | голи:                           | |                  | суддя: Йоріс Мюллер Лінійні Судді: Лодевейк Беелен Райлі Боулз |
| Кандемір (Россі, Кляйсс) – 16:42 Лінднер (Баумґартнер) – 20:40 Россі (Баумґартнер) a – 30:23 | 0–1 1–1 2–1 2–2 3–2 3–3 3–4 3–5 | 09:20 – Даниленко (Халін, Морозов) a 21:51 – Кривошапкін (Пересунько) 56:02 – Морозов (Халін, Бабчук) 56:46 – Кривошапкін (Кругляков) 59:30 – Матейченко b |                  | суддя: Йоріс Мюллер Лінійні Судді: Лодевейк Беелен Райлі Боулз |
|                                                                                              |                                 | |                  | суддя: Йоріс Мюллер Лінійні Судді: Лодевейк Беелен Райлі Боулз |
|                                                                                              |                                 | |                  | суддя: Йоріс Мюллер Лінійні Судді: Лодевейк Беелен Райлі Боулз |
|                                                                                              |                                 | |                  | суддя: Йоріс Мюллер Лінійні Судді: Лодевейк Беелен Райлі Боулз |
| 8 хв                                                                                         | Штраф                           | 8 хв |                  | суддя: Йоріс Мюллер Лінійні Судді: Лодевейк Беелен Райлі Боулз |
|                                                                                              |                                 | |                  |                                                                |
|                                                                                              | 41                              | кидки | 25               |                                                                |

| 15 квітня 2018 16:30 | Японія | 5–3 (1–1, 3–2, 1–0) | Румунія | Палац спорту, Київ 1,259 глядачів |

| звіт | звіт                            | звіт                                                                                   | звіт            | звіт                                                               |
| --- | ------------------------------- | -------------------------------------------------------------------------------------- | --------------- | ------------------------------------------------------------------ |
| |                                 |                                                                                        |                 |                                                                    |
| | Рьо Ісікава Еїкі Сато           | Воротарі                                                                               | Арнольд Деметер | суддя: Роман Мрква Лінійні Судді: Артем Корепанов Антон Перетятько |
| | голи:                           |                                                                                        |                 | суддя: Роман Мрква Лінійні Судді: Артем Корепанов Антон Перетятько |
| Момен (Аракі, Карацу) – 07:33 Абе (Гондайра, Міята) – 23:06 Йонеяма (Кімура) a – 33:33 Карацу (Аракі, Момен) – 38:22 Аракі (Карацу, Момен) – 49:14 | 0–1 1–1 2–1 2–2 3–2 3–3 4–3 5–3 | 07:06 – Касаняну (Джєксє, Карда) d 25:55 – Касаняну (Карда) a 37:20 – Касаняну (Філіп) |                 | суддя: Роман Мрква Лінійні Судді: Артем Корепанов Антон Перетятько |
| |                                 |                                                                                        |                 | суддя: Роман Мрква Лінійні Судді: Артем Корепанов Антон Перетятько |
| |                                 |                                                                                        |                 | суддя: Роман Мрква Лінійні Судді: Артем Корепанов Антон Перетятько |
| |                                 |                                                                                        |                 | суддя: Роман Мрква Лінійні Судді: Артем Корепанов Антон Перетятько |
| 4 хв | Штраф                           | 6 хв                                                                                   |                 | суддя: Роман Мрква Лінійні Судді: Артем Корепанов Антон Перетятько |
| |                                 |                                                                                        |                 |                                                                    |
| | 33                              | кидки                                                                                  | 13              |                                                                    |

| 15 квітня 2018 20:00 | Угорщина | 4–0 (1–0, 1–0, 2–0) | Італія | Палац спорту, Київ 1,047 глядачів |

| звіт | звіт            | звіт     | звіт          | звіт                                                             |
| --- | --------------- | -------- | ------------- | ---------------------------------------------------------------- |
| |                 |          |               |                                                                  |
| | Лайош Ґьонці    | Воротарі | Давіде Фадані | суддя: Ґінтс Зведрітіс Лінійні Судді: Джеймс Кавана Віктор Жиень |
| | голи:           |          |               | суддя: Ґінтс Зведрітіс Лінійні Судді: Джеймс Кавана Віктор Жиень |
| Керестеш (Папп) – 07:51 А. Ковач (М. Горват, Алмаші) – 35:32 Пєтер (Керестеш, Ревес) a – 48:43 Ш. Ковач (Л. Горват) – 56:35 | 1–0 2–0 3–0 4–0 |          |               | суддя: Ґінтс Зведрітіс Лінійні Судді: Джеймс Кавана Віктор Жиень |
| |                 |          |               | суддя: Ґінтс Зведрітіс Лінійні Судді: Джеймс Кавана Віктор Жиень |
| |                 |          |               | суддя: Ґінтс Зведрітіс Лінійні Судді: Джеймс Кавана Віктор Жиень |
| |                 |          |               | суддя: Ґінтс Зведрітіс Лінійні Судді: Джеймс Кавана Віктор Жиень |
| 30 хв | Штраф           | 12 хв    |               | суддя: Ґінтс Зведрітіс Лінійні Судді: Джеймс Кавана Віктор Жиень |
| |                 |          |               |                                                                  |
| | 28              | кидки    | 14            |                                                                  |

| 17 квітня 2018 13:00 | Румунія | 1–7 (0–2, 0–2, 1–3) | Італія | Палац спорту, Київ 549 глядачів |

| звіт                              | звіт                            | звіт | звіт          | звіт                                                           |
| --------------------------------- | ------------------------------- | --- | ------------- | -------------------------------------------------------------- |
|                                   |                                 | |               |                                                                |
|                                   | Арнольд Деметер Левенте Амбрус  | Воротарі | Давіде Фадані | суддя: Йоріс Мюллер Лінійні Судді: Райлі Боулз Артем Корепанов |
|                                   | голи:                           | |               | суддя: Йоріс Мюллер Лінійні Судді: Райлі Боулз Артем Корепанов |
| Сендор-Сзекелі (Касаняну) – 55:49 | 0–1 0–2 0–3 0–4 0–5 0–6 0–7 1–7 | 01:15 – Бітетто (Салвай) 10:55 – Зечеттоe 29:06 – Ді Джачінто (Салвай) a 35:42 – Бітетто (Олєр, Ґроссрубачер) 41:29 – Томасіні (Бітетто, Салвай) 46:32 – Пісетта Крістеллон, Тауфер) 48:06 – Дамін (Зечетто, Олєр) |               | суддя: Йоріс Мюллер Лінійні Судді: Райлі Боулз Артем Корепанов |
|                                   |                                 | |               | суддя: Йоріс Мюллер Лінійні Судді: Райлі Боулз Артем Корепанов |
|                                   |                                 | |               | суддя: Йоріс Мюллер Лінійні Судді: Райлі Боулз Артем Корепанов |
|                                   |                                 | |               | суддя: Йоріс Мюллер Лінійні Судді: Райлі Боулз Артем Корепанов |
| 16 хв                             | Штраф                           | 2 хв |               | суддя: Йоріс Мюллер Лінійні Судді: Райлі Боулз Артем Корепанов |
|                                   |                                 | |               |                                                                |
|                                   | 11                              | кидки | 41            |                                                                |

| 17 квітня 2018 16:30 | Австрія | 4–0 (2–0, 1–0, 1–0) | Японія | Палац спорту, Київ 1,571 глядачів |

| звіт | звіт            | звіт     | звіт      | звіт                                                              |
| --- | --------------- | -------- | --------- | ----------------------------------------------------------------- |
| |                 |          |           |                                                                   |
| | Марвін Кортін   | Воротарі | Еїкі Сато | суддя: Християн Перссон Лінійні Судді: Джеймс Кавана Віктор Жиень |
| | голи:           |          |           | суддя: Християн Перссон Лінійні Судді: Джеймс Кавана Віктор Жиень |
| Талер (Піфф) – 05:01 Россі (Давид Майєр, Нікл) a – 08:31 Ланціґер (Кляйсс, Баумґартнер) a – 28:20 Реберніґ (Лінднер, Губер) – 41:46 | 1–0 2–0 3–0 4–0 |          |           | суддя: Християн Перссон Лінійні Судді: Джеймс Кавана Віктор Жиень |
| |                 |          |           | суддя: Християн Перссон Лінійні Судді: Джеймс Кавана Віктор Жиень |
| |                 |          |           | суддя: Християн Перссон Лінійні Судді: Джеймс Кавана Віктор Жиень |
| |                 |          |           | суддя: Християн Перссон Лінійні Судді: Джеймс Кавана Віктор Жиень |
| 0 хв | Штраф           | 12 хв    |           | суддя: Християн Перссон Лінійні Судді: Джеймс Кавана Віктор Жиень |
| |                 |          |           |                                                                   |
| | 35              | кидки    | 15        |                                                                   |

| 17 квітня 2018 20:00 | Угорщина | 3–4 (1–1, 0–2, 2–1) | Україна | Палац спорту, Київ 4,537 глядачів |

| звіт                                                                      | звіт                        | звіт | звіт                             | звіт                                                         |
| ------------------------------------------------------------------------- | --------------------------- | --- | -------------------------------- | ------------------------------------------------------------ |
|                                                                           |                             | |                                  |                                                              |
|                                                                           | Лайош Ґьонці                | Воротарі | Артур Оганджанян Владислав Гурко | суддя: Роман Мрква Лінійні Судді: Лодевейк Беелен Говар Дагл |
|                                                                           | голи:                       | |                                  | суддя: Роман Мрква Лінійні Судді: Лодевейк Беелен Говар Дагл |
| Ревес – 12:58 Керестеш (Пєтер, Ревес) a – 52:24 Алмаші (А. Ковач) – 56:08 | 0–1 1–1 1–2 1–3 1–4 2–4 3–4 | 09:53 – Морозов (Даниленко, Середницький) 31:11 – Морозов (Даниленко, Середницький) 32:12 – Кругляков (Логач, Даниленко) a 43:29 – Даниленко (Морозов) |                                  | суддя: Роман Мрква Лінійні Судді: Лодевейк Беелен Говар Дагл |
|                                                                           |                             | |                                  | суддя: Роман Мрква Лінійні Судді: Лодевейк Беелен Говар Дагл |
|                                                                           |                             | |                                  | суддя: Роман Мрква Лінійні Судді: Лодевейк Беелен Говар Дагл |
|                                                                           |                             | |                                  | суддя: Роман Мрква Лінійні Судді: Лодевейк Беелен Говар Дагл |
| 10 хв                                                                     | Штраф                       | 12 хв |                                  | суддя: Роман Мрква Лінійні Судді: Лодевейк Беелен Говар Дагл |
|                                                                           |                             | |                                  |                                                              |
|                                                                           | 28                          | кидки | 30                               |                                                              |

| 18 квітня 2018 13:00 | Австрія | 7–1 (4–0, 1–1, 2–0) | Румунія | Палац спорту, Київ 954 глядачів |

| звіт | звіт                            | звіт            | звіт                           | звіт                                                            |
| --- | ------------------------------- | --------------- | ------------------------------ | --------------------------------------------------------------- |
| |                                 |                 |                                |                                                                 |
| | Марвін Кортін                   | Воротарі        | Левенте Амбрус Арнольд Деметер | суддя: Роман Мрква Лінійні Судді: Джеймс Кавана Артем Корепанов |
| | голи:                           |                 |                                | суддя: Роман Мрква Лінійні Судді: Джеймс Кавана Артем Корепанов |
| Кандемір (Цюндель, Майєр) – 04:57 Реберніґ (Стеффлер, Губер) – 05:31 Баумґартнер (Пайр, Ланціґер)f – 11:37 Майєр (Россі, Вольфарт) a – 15:17 Ланціґер (Баумґартнер, Майєр) – 28:24 Реберніґ (Лінднер, Губер) – 42:08 Вольфарт (Цюндель, Россі) – 53:52 | 1–0 2–0 3–0 4–0 4–1 5–1 6–1 7–1 | 26:01 – Петріке |                                | суддя: Роман Мрква Лінійні Судді: Джеймс Кавана Артем Корепанов |
| |                                 |                 |                                | суддя: Роман Мрква Лінійні Судді: Джеймс Кавана Артем Корепанов |
| |                                 |                 |                                | суддя: Роман Мрква Лінійні Судді: Джеймс Кавана Артем Корепанов |
| |                                 |                 |                                | суддя: Роман Мрква Лінійні Судді: Джеймс Кавана Артем Корепанов |
| 6 хв | Штраф                           | 12 хв           |                                | суддя: Роман Мрква Лінійні Судді: Джеймс Кавана Артем Корепанов |
| |                                 |                 |                                |                                                                 |
| | 60                              | кидки           | 13                             |                                                                 |

| 18 квітня 2018 16:30 | Японія | 3-2 (1-0, 1-0, 0-2, 0-0, 1-0) | Угорщина | Палац спорту, Київ 1398 глядачів |

| звіт                                                           | звіт            | звіт                                                                  | звіт         | звіт                                                              |
| -------------------------------------------------------------- | --------------- | --------------------------------------------------------------------- | ------------ | ----------------------------------------------------------------- |
|                                                                |                 |                                                                       |              |                                                                   |
|                                                                | Еїкі Сато       | Воротарі                                                              | Лайош Ґьонці | суддя: Ґінтс Зведрітіс Лінійні Судді: Лодевейк Беелен Райлі Боулз |
|                                                                | голи:           |                                                                       |              | суддя: Ґінтс Зведрітіс Лінійні Судді: Лодевейк Беелен Райлі Боулз |
| Ганзава (Маруяма, Такея) – 01:44 Абе (Такебе, Міята) a – 27:22 | 1–0 2–0 2–1 2–2 | 42:42 – Ш. Ковач (А. Ковач, Козма) c 59:04 – Папп (Пєтер, Керестеш) c |              | суддя: Ґінтс Зведрітіс Лінійні Судді: Лодевейк Беелен Райлі Боулз |
|                                                                |                 |                                                                       |              | суддя: Ґінтс Зведрітіс Лінійні Судді: Лодевейк Беелен Райлі Боулз |
|                                                                |                 |                                                                       |              | суддя: Ґінтс Зведрітіс Лінійні Судді: Лодевейк Беелен Райлі Боулз |
|                                                                |                 |                                                                       |              | суддя: Ґінтс Зведрітіс Лінійні Судді: Лодевейк Беелен Райлі Боулз |
| 14 хв                                                          | Штраф           | 16 хв                                                                 |              | суддя: Ґінтс Зведрітіс Лінійні Судді: Лодевейк Беелен Райлі Боулз |
|                                                                |                 |                                                                       |              |                                                                   |
|                                                                | 24              | кидки                                                                 | 38           |                                                                   |

| 18 квітня 2018 20:00 | Італія | 1-3 (0-0, 1-2, 0-1) | Україна | Палац спорту, Київ 4827 глядачів |

| звіт                     | звіт            | звіт | звіт            | звіт                                                           |
| ------------------------ | --------------- | --- | --------------- | -------------------------------------------------------------- |
|                          |                 | |                 |                                                                |
|                          | Давіде Фадані   | Воротарі                                                                                                   | Владислав Гурко | суддя: Християн Перссон Лінійні Судді: Говар Дагл Віктор Жиень |
|                          | голи:           | |                 | суддя: Християн Перссон Лінійні Судді: Говар Дагл Віктор Жиень |
| Салвай (Бітетто) – 28:24 | 1–0 1–1 1–2 1–3 | 32:27 – Кругляков (Пересунько, Матейченко) a 33:24 – Бабчук (Середницький, Даниленко) a 51:20 – Пересунько |                 | суддя: Християн Перссон Лінійні Судді: Говар Дагл Віктор Жиень |
|                          |                 | |                 | суддя: Християн Перссон Лінійні Судді: Говар Дагл Віктор Жиень |
|                          |                 | |                 | суддя: Християн Перссон Лінійні Судді: Говар Дагл Віктор Жиень |
|                          |                 | |                 | суддя: Християн Перссон Лінійні Судді: Говар Дагл Віктор Жиень |
| 29 хв                    | Штраф           | 4 хв |                 | суддя: Християн Перссон Лінійні Судді: Говар Дагл Віктор Жиень |
|                          |                 | |                 |                                                                |
|                          | 18              | кидки | 28              |                                                                |

| 20 квітня 2018 13:00 | Японія | 3–2 (1–1, 0–0, 1–1, 1–0) | Італія | Палац спорту, Київ 1,073 глядачів |

| звіт                                                                   | звіт                | звіт                                                     | звіт           | звіт                                                            |
| ---------------------------------------------------------------------- | ------------------- | -------------------------------------------------------- | -------------- | --------------------------------------------------------------- |
|                                                                        |                     |                                                          |                |                                                                 |
|                                                                        | Еїкі Сато           | Воротарі                                                 | Андреа Басрауї | суддя: Роман Мрква Лінійні Судді: Лодевейк Беелен Джеймс Кавана |
|                                                                        | голи:               |                                                          |                | суддя: Роман Мрква Лінійні Судді: Лодевейк Беелен Джеймс Кавана |
| Аракі (Такебе, Абе) – 10:14 Абе (Аракі) – 51:00 Такебе (Абе) a – 61:48 | 0–1 1–1 2–1 2–2 3–2 | 09:20 – Луїсетті (Ді Нардін, Зечетто) a 56:10 – Делука d |                | суддя: Роман Мрква Лінійні Судді: Лодевейк Беелен Джеймс Кавана |
|                                                                        |                     |                                                          |                | суддя: Роман Мрква Лінійні Судді: Лодевейк Беелен Джеймс Кавана |
|                                                                        |                     |                                                          |                | суддя: Роман Мрква Лінійні Судді: Лодевейк Беелен Джеймс Кавана |
|                                                                        |                     |                                                          |                | суддя: Роман Мрква Лінійні Судді: Лодевейк Беелен Джеймс Кавана |
| 26 хв                                                                  | Штраф               | 20 хв                                                    |                | суддя: Роман Мрква Лінійні Судді: Лодевейк Беелен Джеймс Кавана |
|                                                                        |                     |                                                          |                |                                                                 |
|                                                                        | 43                  | кидки                                                    | 18             |                                                                 |

| 20 квітня 2018 16:30 | Угорщина | 0–4 (0–1, 0–1, 0–2) | Австрія | Палац спорту, Київ 2,150 глядачів |

| звіт  | звіт            | звіт | звіт          | звіт                                                            |
| ----- | --------------- | --- | ------------- | --------------------------------------------------------------- |
|       |                 | |               |                                                                 |
|       | Домінік Горват  | Воротарі | Марвін Кортін | суддя: Йоріс Мюллер Лінійні Судді: Артем Корепанов Віктор Жиень |
|       | голи:           | |               | суддя: Йоріс Мюллер Лінійні Судді: Артем Корепанов Віктор Жиень |
|       | 0–1 0–2 0–3 0–4 | 13:44 – Россі (Вольфарт, Майєр) 27:58 – Баумґартнер (Талер, Сівек) 47:57 – Юдт (Кляйсс, Пльонер) 53:31 – Россі (Кандемір, Ланціґер) |               | суддя: Йоріс Мюллер Лінійні Судді: Артем Корепанов Віктор Жиень |
|       |                 | |               | суддя: Йоріс Мюллер Лінійні Судді: Артем Корепанов Віктор Жиень |
|       |                 | |               | суддя: Йоріс Мюллер Лінійні Судді: Артем Корепанов Віктор Жиень |
|       |                 | |               | суддя: Йоріс Мюллер Лінійні Судді: Артем Корепанов Віктор Жиень |
| 22 хв | Штраф           | 8 хв |               | суддя: Йоріс Мюллер Лінійні Судді: Артем Корепанов Віктор Жиень |
|       |                 | |               |                                                                 |
|       | 15              | кидки | 45            |                                                                 |

| 20 квітня 2018 20:00 | Україна | 6-0 (2-0, 2-0, 2-0) | Румунія | Палац спорту, Київ 5000 глядачів |

| звіт | звіт                    | звіт     | звіт            | звіт                                                          |
| --- | ----------------------- | -------- | --------------- | ------------------------------------------------------------- |
| |                         |          |                 |                                                               |
| | Владислав Гурко         | Воротарі | Арнольд Деметер | суддя: Християн Перссон Лінійні Судді: Райлі Боулз Говар Дагл |
| | голи:                   |          |                 | суддя: Християн Перссон Лінійні Судді: Райлі Боулз Говар Дагл |
| Ланін (Дуюн, Целогородцев) – 09:20 Пересунько (Сиротенко) – 11:20 Сиротенко (Середницький, Морозов) – 29:19 Матейченко (Пересунько, Сиротенко) – 35:09 Даниленко (Васильєв) – 42:02 Морозов (Даниленко) a – 55:41 | 1–0 2–0 3–0 4–0 5–0 6–0 |          |                 | суддя: Християн Перссон Лінійні Судді: Райлі Боулз Говар Дагл |
| |                         |          |                 | суддя: Християн Перссон Лінійні Судді: Райлі Боулз Говар Дагл |
| |                         |          |                 | суддя: Християн Перссон Лінійні Судді: Райлі Боулз Говар Дагл |
| |                         |          |                 | суддя: Християн Перссон Лінійні Судді: Райлі Боулз Говар Дагл |
| 2 хв | Штраф                   | 8 хв     |                 | суддя: Християн Перссон Лінійні Судді: Райлі Боулз Говар Дагл |
| |                         |          |                 |                                                               |
| | 39                      | кидки    | 11              |                                                               |

### Статистика

#### Лідери за очками
Джерело: .
У переліку показані ТОП-хокеїсти за очками.
| Гравець               | І | Г | П | Очк. | +/− | ШХ | Поз |
| --------------------- | - | - | - | ---- | --- | -- | --- |
| Бенджамін Баумгартнер | 5 | 3 | 5 | 8    | +3  | 0  | F   |
| Дмитро Даниленко      | 5 | 3 | 5 | 8    | +4  | 2  | F   |
| Тайга Абе             | 5 | 5 | 2 | 7    | −2  | 4  | F   |
| Фелікс Морозов        | 5 | 4 | 3 | 7    | +4  | 2  | F   |
| Марко Россі           | 5 | 4 | 3 | 7    | +2  | 4  | F   |
| Бенджамін Ланціґер    | 5 | 3 | 3 | 6    | +4  | 2  | F   |
| Марсель Ревес         | 5 | 3 | 3 | 6    | +5  | 14 | F   |
| Енріко Бітетто        | 5 | 3 | 2 | 5    | +1  | 2  | F   |
| Левенте Керестеш      | 5 | 3 | 2 | 5    | +3  | 2  | F   |
| Шого Аракі            | 5 | 2 | 3 | 5    | +5  | 0  | F   |
| Олександр Пересунько  | 5 | 2 | 3 | 5    | +5  | 4  | F   |

І = матчі; Г = голи; П = передачі; О = очки; +/− = плюс/мінус; ШХ = Штрафні хвилини; Поз = позиція

#### Провідні воротарі
Джерело: .
До списку внесено п'ять найкращих воротарів.
| Гравець          | ЧНЛ    | КД  | ГП | КН   | %ВК   | ША |
| ---------------- | ------ | --- | -- | ---- | ----- | -- |
| Марвін Кортін    | 180:00 | 43  | 1  | 0.33 | 97.67 | 2  |
| Артур Оганджанян | 167:22 | 88  | 5  | 1.79 | 94.32 | 0  |
| Еїкі Сато        | 266:48 | 126 | 8  | 1.80 | 93.65 | 1  |
| Владислав Гурко  | 132:15 | 43  | 3  | 1.36 | 93.02 | 1  |
| Лайош Ґьонці     | 241:49 | 82  | 7  | 1.74 | 91.46 | 2  |

 ЧНЛ = часу на льоду (хвилини: секунди); ГП = голів пропушено; СП = Середня кількість пропущених шайб; КД = кидки; %ВК = відбитих кидків (у %); ША = шатаути

### Нагороди
Кращі гравці, вибрані дирекцією
- Воротар:  Еїкі Сато
- Захисник:  Давид Майєр
- Нападник:  Олександр Пересунько

Джерело: .

### Дивізіон I A
Юніорська збірна Данії
- U18-landsholdstruppen endelig klar til VM = [Національна збірна нарешті готова до чемпіонату світу] // http://ishockey.dk. — Danmarks Ishockey Union, 2018. — 1 april. — Дата звернення: 21 травня 2018.
- U18-landsholdet blev i Division IA efter sejr! = [Після перемоги збірна лишається в Дивізіоні I A] // http://ishockey.dk. — Danmarks Ishockey Union, 2018. — 8 april. — Дата звернення: 21 травня 2018.

Юніорська збірна Казахстану
- Состав юниорской сборной РК // https://icehockey.kz. — Казахстанская федерация хоккея с шайбой, 2018. — 27 марта. — Дата звернення: 21 травня 2018.

Юніорська збірна Латвії
- Nosaukts Latvijas U-18 valstsvienības sastāvs pasaules čempionātam Rīgā = [Оголошено склад юніорської збірної для чемпіонату світу в Ризі] // https://lhf.lv/en. — LHF, 2018. — 31 marta. — Дата звернення: 21 травня 2018.
- U18 izlase pieveic arī kazahus un čempionātu noslēdz ar perfektu bilanci = [Збірна юніорів перемагає казахів та завершує чемпіонат з ідеальним балансом] // https://lhf.lv/en. — LHF, 2018. — 9 aprīļa. — Дата звернення: 21 травня 2018.

Юніорська збірна Німеччини
- Nationalmannschaft: WM-Vorbereitung in Füssen = [Національна збірна: Підготовка до чемпіонату світу у Фюссені] : [арх. 27.03.2018] // http://www.deb-online.de. — Deutscher Eishockey-Bund e.V., 2018. — 23 März. — Дата звернення: 21 травня 2018.
- U18-Nationalmannschaft belegt zweiten Platz = [Національна збірна U18 зайняла друге місце] // http://www.deb-online.de. — Deutscher Eishockey-Bund e.V., 2018. — 8 April. — Дата звернення: 21 травня 2018.

Юніорська збірна Норвегії
- U18-landslaget menn: VM i Riga (LAT) 2.–8. april 2018 = [Чоловіки юніорської збірної: Кубок світу в Ризі 2–8 квітня 2018 року] // https://www.hockey.no. — Norges Ishockeyforbund, 2018. — 16 mars. — Дата звернення: 21 травня 2018.

Юніорська збірна Словенії
- U18 = [Юніорська збірна] // http://hokej.si. — Hokejska zveza Slovenije. — Дата звернення: 21 травня 2018.

### Дивізіон I B
Юніорська збірна Італії
- Nazionale Under 18: al via il raduno di Egna in vista dei Mondiali di Kiev = [Юніорська збірна: Зустріч в Егні перед початком чемпіонату світу в Києві /Склад команди/] // https://www.fisg.it/. — Federazione Italiana Sport del Ghiaccio, 2018. — 7 aprile. — Дата звернення: 27 травня 2018.
- Nazionale Under 18 – Mondiali: l’Italia chiude al 5° posto e mantiene la stessa Divisione anche per il 2019 = [Юніорська збірна — Кубок світу: Італія завершує на 5-му місці та закріплюється в дивізіоні на 2019 рік] // https://www.fisg.it/. — Federazione Italiana Sport del Ghiaccio, 2018. — 20 aprile. — Дата звернення: 27 травня 2018.

Юніорська збірна Румунії
- Campionatul Mondial de Juniori U18 = [Чемпіонат світу серед юніорів] // http://www.rohockey.ro. — Federatia Romana de Hochei pe Gheata, 2018. — 13 aprilie. — Дата звернення: 21 травня 2018.

Юніорська збірна Угорщини
- U18: túl az első kijevi edzésen = [U18: Перше київське /тренування/] // http://www.jegkorongszovetseg.hu. — Magyar Jégkorong Szövetség, 2018. — 12 április. — Дата звернення: 25 травня 2018.
- U18: rajt a világbajnokságon = [U18: /Змагання/ чемпіонату світу] // http://www.jegkorongszovetseg.hu. — Magyar Jégkorong Szövetség, 2018. — 14 április. — Дата звернення: 25 травня 2018.
- U18: vereség Ausztriától = [U18: Поразка від Австрії] // http://www.jegkorongszovetseg.hu. — Magyar Jégkorong Szövetség, 2018. — 20 április. — Дата звернення: 25 травня 2018.

Юніорська збірна України
- Склад юніорської збірної України для участі в чемпіонаті світу // http://www.fhu.com.ua. — Федерація хокею України, 2018. — 14 квітня. — Дата звернення: 21 травня 2018.
- Склад юніорської збірної України на домашній чемпіонат світу // http://uhl.com.ua/ua/. — Українська хокейна ліга, 2018. — 13 квітня. — Дата звернення: 21 травня 2018.
- Підсумки виступів хокеїстів УХЛ на переможному юніорському чемпіонаті світу // http://uhl.com.ua/ua/. — Українська хокейна ліга, 2018. — 24 квітня. — Дата звернення: 21 травня 2018.